# تايرون روجرز
تايرون روجرز (بالإنجليزية: Tyrone Rogers)‏ هو لاعب كرة قدم أمريكية أمريكي، ولد في 9 مارس 1974 في مونتغومري في الولايات المتحدة.

## وصلات خارجية
- تايرون روجرز على موقع مرجع كرة القدم المحترفة.كوم (الإنجليزية)